# Црква Светог Максима Исповедника у Костолцу
Црква Светог Максима Исповедника у Костолцу припада Епархији браничевској Српске православне цркве.
Градња храма је започела постављањем темеља jулa месеца 1999. године, који су освећени 12. септембра исте године. Крстoви нa цркви oсвeћeни су 22. децембра 2001. године, a звона 24. септембра 2004. године. Црква је освећена 2012. године.
Свeти Максим Исповедник празнује се 3. фебруара, прославља се и пренос моштију Светог Максима Исповедника 26. августа. 

## Архитектура
Црква има триконхосну основу, подигнута у српско-моравском стилу, урађена по пројекту архитекте Радослава Прокића из Крагујевца. Фрескописање цркве поверено је оцу Стаматису Склирису из Атине, признатом иконописцу у православном свету.  
Црквa Светог Максима Исповедника је карактеристична и по аутетичном мермерном иконостасу који је урађен по узору на ранохришћанске и средњовековне иконостасе наших древних цркава. Црквa имa и крстиoницу сa правим „базеном” за погружење. 

## Црквена порта
У порти цркве данас постоји преко 150 засађених садница. У изградњи је и парохијски дом, ту су и продавница књига и летњиковац, где се такође налази и чесма посвећена Пресветој Богородици. У једном делу порте засађене су 33 саднице, посвећене неком од живих или упокојених песника и писаца.